# Route nationale 91 (Belgique)
Pour les articles homonymes, voir Route nationale 91.
La route nationale 91 est une route nationale de Belgique qui relie Namur à Hamme-Mille (Beauvechain), en passant par Éghezée. Celle-ci est prolongée à Hamme-Mille par la route nationale 25 en direction de Louvain.

## Description du tracé

### Communes sur le parcours
- Région wallonne
  -  Province de Namur
    - Namur
    - Éghezée

  -  Province du Brabant wallon
    - Ramillies
    - Perwez
    - Incourt
    - Beauvechain

## Statistiques de fréquentation
| BK   | Début                     | Fin                                      | Trafic moyen journalier (6h–22h, en milliers), | Trafic moyen journalier (6h–22h, en milliers), | Trafic moyen journalier (6h–22h, en milliers), | Trafic moyen journalier (6h–22h, en milliers), | Trafic moyen journalier (6h–22h, en milliers), | Trafic moyen journalier (6h–22h, en milliers), | Trafic moyen journalier (6h–22h, en milliers), |
| BK   | Début                     | Fin                                      | 1985                                           | 1990                                           | 1995                                           | 2000                                           | 2005                                           | 2010                                           | 2015                                           |
| ---- | ------------------------- | ---------------------------------------- | ---------------------------------------------- | ---------------------------------------------- | ---------------------------------------------- | ---------------------------------------------- | ---------------------------------------------- | ---------------------------------------------- | ---------------------------------------------- |
| 8,1  | Namur (Champion) N924     | Éghezée (Leuze) N942                     | 6,0                                            | 7,1                                            | 7,6                                            | 8,0                                            | 8,5                                            | 8,2                                            | –                                              |
| 15,7 | Éghezée N972              | Éghezée (Noville-sur-Mehaigne) N624      | 4,5                                            | 5,5                                            | 6,3                                            | 7,0                                            | 6,9                                            | –                                              | –                                              |
| 18,8 | Ramillies (Hottomont)     | Ramillies (Grand-Rosière-Hottomont) N243 | 3,7                                            | 4,5                                            | 5,6                                            | 6,0                                            | 6,2                                            | –                                              | –                                              |
| 25,1 | Ramillies (Petit-Rosière) | Incourt (Glimes)                         | 3,5                                            | 4,7                                            | 5,5                                            | 6,0                                            | 6,4                                            | 5,2                                            | –                                              |
| 25,2 | Incourt (Glimes)          | Incourt                                  | 3,0                                            | 3,1                                            | 4,5                                            | 4,8                                            | 5,1                                            | 5,4                                            | –                                              |